# لشمر ویسلر
لشمر ویسلر (انگلیسی: Lashmer Whistler; ۳ سپتامبر ۱۸۹۸ – ۴ ژوئیهٔ ۱۹۶۳) یک افسر ارتش بریتانیا بود که در هر دو جنگ جهانی خدمت کرد. در طول جنگ جهانی اول، افسر جزء بود و در طول جنگ جهانی دوم به درجه ارشد رسید و از سال ۱۹۴۲ تا ۱۹۴۵ در کنار فیلد مارشال سر برنارد مونتگومری در شمال آفریقا و شمال غربی اروپا خدمت کرد. مونتگومری معتقد بود که ویسلر "تقریباً بهترین فرمانده تیپ پیاده نظام بود که من می‌شناختم". در زمان صلح، قدرت رهبری برجسته او در مجموعه‌ای از نقش‌ها در فرآیند استعمارزدایی نشان داده شد و او بدون گذراندن دوره کالج ستاد، کامبرلی، که در آن زمان برای افسری که مایل به دستیابی به رتبه‌های بالا بود تقریباً ضروری تلقی می‌شد و اکثریت قابل توجهی از ژنرال‌های بریتانیایی جنگ در آن تحصیل کرده بودند، به درجه چهار ستاره یک ژنرال کامل رسید. به گفته ریچارد مید، این "اثبات این بود که نداشتن مدرک کالج ستاد مانعی برای پیشرفت برای فرد مناسب نیست."